# Johnny Cash's Greatest Hits, Vol. 1
Johnny Cash's Greatest Hits, Vol.1 es un álbum de recopilación de los mejores y más grandes éxitos del cantante country Johnny Cash lanzado en 1967. En este álbum de Cash aparece la canción «Jackson» con su futura esposa June Carter y que apareció en el álbum Carryin' on with Johnny Cash and June Carter.

## Lista de canciones
1. Jackson – 2:48
2. I Walk the Line – 2:37
De I Walk the Line (1964)
3. Understand Your Man – 2:45
De I Walk the Line (1964)
4. Orange Blossom Special – 3:08
De Orange Blossom Special (1965)
5. The One on the Right Is on the Left – 2:50
De Everybody Loves a Nut (1966)
6. Ring of Fire – 2:39
De Ring of Fire: The Best of Johnny Cash (1963)
7. It Ain't Me, Babe – 3:04
De Orange Blossom Special (1965)
8. The Ballad of Ira Hayes – 4:11
De Bitter Tears: Ballads of the American Indian (1964)
9. The Rebel – Johnny Yuma – 1:54
De Ring of Fire: The Best of Johnny Cash (1963)
10. Five Feet High and Rising – 1:49
De Songs of Our Soil (1959)
11. Don't Take Your Guns to Town – 3:01
De The Fabulous Johnny Cash (1959)

## Posiciones en listas
Álbum - Billboard (América del Norte)
| Año  | Tabla           | Posición |
| ---- | --------------- | -------- |
| 1967 | Álbumes Country | 1        |
| 1967 | Álbumes Pop     | 82       |

Canciones - Billboard (América del Norte)
| Año  | Canción   | Tabla             | Posición |
| ---- | --------- | ----------------- | -------- |
| 1967 | "Jackson" | Canciones Country | 2        |